# Podział administracyjny Konga

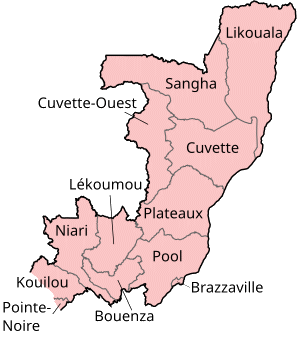
Mapa przedstawiająca departamenty Konga

Kongo podzielone jest na 12 departamentów (départements):
1. Bouenza
2. Brazzaville (departament stołeczny)
3. Cuvette
4. Cuvette-Ouest
5. Kouilou
6. Lékoumou
7. Likouala
8. Niari
9. Plateaux
10. Pointe-Noire
11. Pool
12. Sangha

Departamenty dzielą się na 86 dystryktów i 7 gmin.